# Pehr Westman
Pehr (Petter) Westman, född 1757 i Utanö på Hemsön, Ångermanland, död 1828 i Korvhamn på Hemsön, var en svensk bildhuggare, snickare och bonde.
Han var son till bonden och bildhuggaren Jon Göransson Westman och från 1786 gift med Greta Lisa Sundius. Westman var först elev till sin far innan han blev lärling och gesäll hos bildhuggaren Jonas Sjöström i Stockholm. Han flyttade åter till hembygden 1787 och startade en egen verkstad på Hemön vid Härnösand. Han blev en av Norrlands främsta bygdekonstnärer och utförde ett stort antal snidade portaler, möbel och kyrkliga dekorationer. Han utförde altaren till Tynderö, Häggdånger och Burträsk kyrkor. På 1790-talet snidade han de dekorationer som Olof Tempelman ritade för Härnösands gymnasium och ett stort antal dekorerade dörrar till herrgårdar i Härnösandstrakten. Westman är representerad vid Nordiska museet i Stockholm och Norrlands kulturhistoriska museum i Härnösand.